# Habrobathynella indica
Habrobathynella indica is een kreeftachtigensoort uit de familie van de Parabathynellidae. De wetenschappelijke naam van de soort is voor het eerst geldig gepubliceerd in 2005 door Reddy & Schminke.